# Chimayo
Chimayo és una concentració de població designada pel cens dels Estats Units a l'estat de Nou Mèxic. Segons el cens del 2000 tenia 2.924 habitants.

## Demografia
Segons el cens del 2000, Chimayo tenia 2.924 habitants, 1.150 habitatges, i 808 famílies. La densitat de població era de 206,8 habitants per km².
Dels 1.150 habitatges en un 34,6% hi vivien nens de menys de 18 anys, en un 48,3% hi vivien parelles casades, en un 15,7% dones solteres, i en un 29,7% no eren unitats familiars. En el 26,2% dels habitatges hi vivien persones soles el 8,1% de les quals corresponia a persones de 65 anys o més que vivien soles. El nombre mitjà de persones vivint en cada habitatge era de 2,54 i el nombre mitjà de persones que vivien en cada família era de 3,05.
Per edats la població es repartia de la següent manera: un 25,3% tenia menys de 18 anys, un 9,1% entre 18 i 24, un 29,5% entre 25 i 44, un 23,9% de 45 a 60 i un 12,2% 65 anys o més.
L'edat mediana era de 36 anys. Per cada 100 dones de 18 o més anys hi havia 98,9 homes.
La renda mediana per habitatge era de 31.474 $ i la renda mediana per família de 35.938 $. Els homes tenien una renda mediana de 28.009 $ mentre que les dones 24.357 $. La renda per capita de la població era de 17.023 $. Aproximadament el 14,1% de les famílies i el 19% de la població estaven per davall del llindar de pobresa.

## Poblacions properes
El següent diagrama mostra les poblacions més properes.